# مناره و مسجد رودگر محله
مناره و مسجد رودگر محله مربوط به دوره قاجار است و در بابل، مرکز شهر، رودگر محله واقع شده و این اثر در تاریخ ۲۵ شهریور ۱۳۷۵ با شمارهٔ ثبت ۱۸۰۷ به‌عنوان یکی از آثار ملی ایران به ثبت رسیده است.